# La Mer (dal)
A La Mer Charles Trenet minden bizonnyal leghíresebb dala. A dalt először Suzy Solidornak ajánlották fel, aki azonban visszautasította. Roland Gerbeau francia énekessel vették először lemezre 1945-ben. Amikor Trenet verziója 1946-ban megjelent, rövidesen óriási sláger lett, azóta pedig klasszikussá vált sanzon, illetve dzsessz-sztenderd. A La mernek 4000-nél is több feldolgozása van.
A francia dal számos filmben szerepel. Az L. A. Storyban (1991) a nyitómontázs alatt szól, a French Kissben (1995) a főszereplő Kevin Kline énekli, a Mr. Bean's Holidayben Trenet saját hangja szól. A White Collar utolsó epizódjában is szerepel. A Life Less Ordinary (1997) című filmben is hallható. A Trenet-felvétel a The Squirt and the Whale című epizódjának végén hallható (The Simpsons). A brit televízió a dal eredeti verzióját használta a 2016-os labdarúgó-Európa-bajnokság főcímzenéjeként.
A La Mert olyan filmekben is felhasználták, mint például Bernardo Bertolucci 2003-as Az álmodozók (The Dreamers), a 2010-es német Animals United című filmben.

## Híres felvételek
Charles Trenet

Dalida

Demis Roussos

Thomas Dutronc

101 Strings

Accordéon MéLancolique

Cliff Richard

Fausto Papetti

Manuel & the Music of the Mountains

Albert Lasry

Biréli Lagrène

Chantal Chamberland

Claude Bolling Big Band

Eddy Mitchell

Emma Hamilton

Fantastic Strings

Frank Chacksfield & His Orchestra

Guillaume LeLoup

Guy Bonnet

Henry Cuesta

Agentur Neidig

Hiroshi Ashino

Jacqueline Boyer

Juan Carlos Allende

Juliette Gréco

Kevin Kline

Lannie Garrett

Laura Fygi

Le Chat Lunatique

Les Compagnons de la Chanson

Les Petits Chanteurs à la Croix de Bois

Ludovic Beier / Angelo Debarre

Luis Carlos Ferreira Lopes

Manuel & the Music of the Mountains

Mascara

Miguel Bosé

Julio Iglesias

Ray Conniff zenekara

Nicki Parrott

Biréli Lagrène

Vance Joy

Cyntia M.

Sarah Brightman

Charles Aznavour

Paul Mauriat

Petula Clark

Pierre Auclair Ensemble

Russ Conway

St. Denis

The Sandpipers

Tino Rossi

Rod Stewart

Robin Williams

Bobby Darin

Bing Crosby

Mireille Mathieu

Tatiana Eva-Marie

Richard Clayderman

Django Reinhardt

- Ronyecz Mária
- Hollós Ilona